# Fram Reykjavík

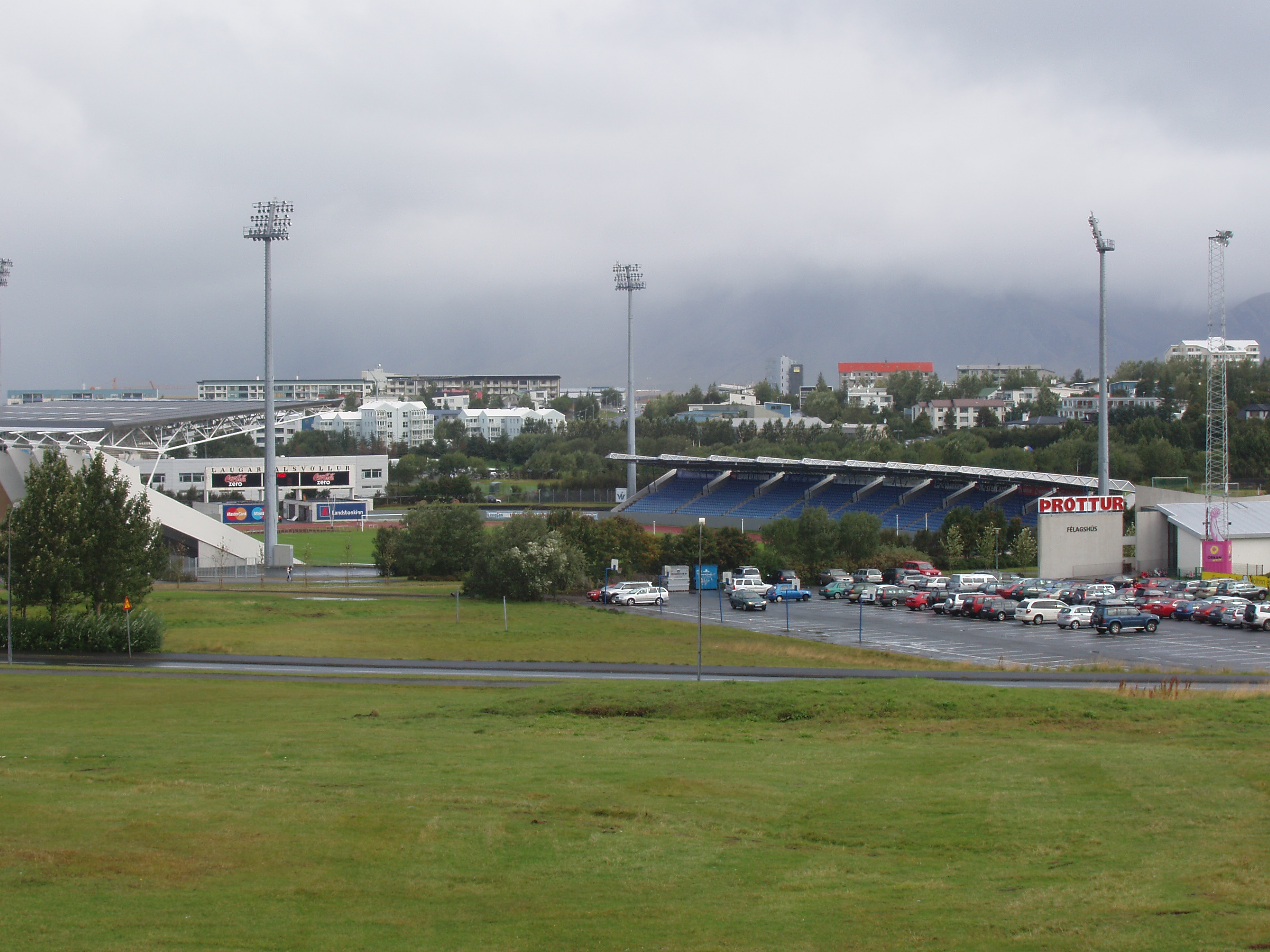
Laugardalsvöllur

El Knattspyrnufélagið Fram es un club deportivo islandés, más conocido por su equipo de fútbol, que en competiciones europeas se conoce como Fram Reykjavik. Fram significa Adelante en islandés. Fue fundado el 1 de mayo de 1908 en el distrito de Laugardalur situado en el centro de Reikiavik, actualmente juega en la Úrvalsdeild Karla. Cuenta en su palmarés con 18 títulos ligueros y 8 títulos de copa, además tiene equipos de balonmano, taekwondo y esquí. El club tiene fuertes equipos de balonmano; el equipo masculino ganó el campeonato islandés en 2013. Juega en el mismo estadio que la la Selección de Islandia, el Laugardalsvöllur.
Fram Reykjavík tiene rivalidades importantes que se remontan a la década de 1920, principalmente con los dos clubes principales de la capital de Islandia, KR Reykjavík y Valur. Su rivalidad más destacada es con Valur, también ubicado en el centro de la ciudad de Reykjavík. Cabe destacar que los tres lados (Valur, Fram y KR) son los clubes más apoyados en Reykjavík.

## Datos del club
- Puesto histórico: 3º.
- Temporadas en Úrvalsdeild Karla: 105
- Temporadas en 1. deild karla: 8
- Mejor puesto en la liga: 1º (18 veces)
- Peor puesto en la liga: 11º (2014)

## Torneo nacionales (32)
- Úrvalsdeild Karla (18):

1913, 1914, 1915, 1916, 1917, 1918, 1921, 1922, 1923, 1925, 1939, 1946, 1947, 1962, 1972, 1986, 1988, 1990.
- Copa de Islandia (8):

1970, 1973, 1979, 1980, 1985, 1987, 1989, 2013.
- Supercopa de Islandia (6):

1971, 1974, 1981, 1985, 1986, 1989.

## Participación en competiciones de la UEFA
| Temporada | Torneo                | Ronda             | Club                 | Casa | Visita | Global  |
| --------- | --------------------- | ----------------- | -------------------- | ---- | ------ | ------- |
| 1971–72   | UEFA Cup Winners' Cup | Preliminar        | Hibernians           | 2-0  | 0-3    | 2–3     |
| 1972–73   | European Cup          | 1                 | FC Basel             | 0–5  | 2–6    | 2–11    |
| 1973–74   | UEFA Cup              | 1                 | Real Madrid          | 0–2  | 0–6    | 0–8     |
| 1975–76   | UEFA Cup              | 1                 | Slovan Bratislava    | 0–3  | 0–5    | 0–8     |
| 1976–77   | UEFA Cup              | 1                 | Start                | 0–6  | 0–2    | 0–8     |
| 1979–80   | UEFA Cup              | 1                 | Hvidovre IF          | 0–1  | 0–2    | 0–3     |
| 1980–81   | UEFA Cup              | 1                 | Dundalk F.C.         | 2–1  | 0–4    | 2–5     |
| 1982–83   | UEFA Cup              | 1                 | Shamrock Rovers F.C. | 0–3  | 0–4    | 0–7     |
| 1986–87   | UEFA Cup Winners' Cup | 1                 | Katowice             | 0–3  | 0-1    | 0–4     |
| 1987–88   | UEFA Cup              | 1                 | AC Sparta Prague     | 0–2  | 0–8    | 0–10    |
| 1988-89   | UEFA Cup Winners' Cup | 1                 | FC Barcelona         | 0–2  | 0–5    | 0–7     |
| 1989–90   | European Cup          | 1                 | Steaua Bucharest     | 0–4  | 0–1    | 0–5     |
| 1990–91   | UEFA Cup Winners' Cup | 1                 | Djurgardens          | 3–0  | 1–1    | 4–1     |
| 1990–91   | UEFA Cup Winners' Cup | 2                 | FC Barcelona         | 1–2  | 0–3    | 1–5     |
| 1991–92   | UEFA Cup              | 1                 | Panathinaikos F.C.   | 2–2  | 0–0    | 2–2 (a) |
| 1992–93   | UEFA Cup              | 1                 | 1.FC Kaiserslautern  | 0–3  | 0–4    | 0–7     |
| 2009–10   | UEFA Europa League    | 1ª Clasificatoria | TNS                  | 2–1  | 2–1    | 4–2     |
| 2009–10   | UEFA Europa League    | 2ª Clasificatoria | SK Sigma Olomouc     | 0-2  | 1-1    | 1–3     |
| 2014–15   | UEFA Europa League    | 1ª Clasificatoria | JK Nõmme Kalju       | 0–1  | 2–2    | 2–3     |

## Jugadores

### Jugadores destacados
| - Bo Henriksen - Sam Hewson - Sam Tillen - Fróði Benjaminsen - Ríkharður Daðason - Arnljótur Davíðsson - Jón Guðni Fjóluson - Hólmbert Aron Friðjónsson - Marteinn Geirsson - Valur Fannar Gíslason - Janus Guðlaugsson | - Arnar Gunnlaugsson - Hannes Þór Halldórsson - Auðun Helgason - Björgólfur Hideaki Takefusa - Ríkharður Jónsson - Heiðar Geir Júlíusson - Birkir Kristinsson - Hörður Björgvin Magnússon - Ragnar Margeirsson - Pétur Ormslev | - Helgi Sigurðsson - Guðmundur Steinarsson - Guðmundur Steinsson - Hjálmar Þórarinsson - Friðþjófur Thorsteinsson - Guðmundur Torfason - Henry Nwosu Kanu - Jordan Halsman - Steven Lennon - Alan Lowing - Patrik Redo |